# Theatre of Pain
Theatre of Pain (с англ. — «театр боли») — третий студийный альбом американской хеви-метал-группы Mötley Crüe, выпущенный 21 июня 1985 года лейблом Elektra Records.

## Об альбоме
«Theatre of Pain» демонстрирует отход Mötley Crüe от традиционного хеви-метала, присущего альбому Shout at the Devil, в сторону глэм-метал-звучания.
Запись была сертифицирована Американской и Канадской ассоциацией звукозаписывающих компаний 4×мульти-платиновым и 3×платиновым диском соответственно.
Также альбом достиг 7 строчки в американском хит-параде Billboard 200.
«Theatre of Pain» посвящён погибшему барабанщику финской глэм-метал-группы Hanoi Rocks Николасу Дингли, более известному как Раззл.
8 декабря 1984 года Винс Нил и Дингли сели в De Tomaso Pantera и отправились в поездку по Редондо-Бич в поисках магазина спиртных напитков.
Нил, который уже находился в изрядном подпитии, потерял управление и попал аварию, в результате которой Раззл был тяжело ранен и впоследствии умер в местной больнице. Ему было 24 года.

## Список композиций
Примечания взяты из оригинального LP.
Все тексты написаны написана Никки Сиксом (#), если не указано иное.
| №                   | Название                                               | Музыка                | Длительность |
| ------------------- | ------------------------------------------------------ | --------------------- | ------------ |
| 1.                  | «City Boy Blues»                                       | #, Мик Марс, Винс Нил | 4:10         |
| 2.                  | «Smokin’ in the Boys Room» (кавер Brownsville Station) | Каб Кода, Майкл Лац   | 3:27         |
| 3.                  | «Louder Than Hell»                                     |                       | 2:32         |
| 4.                  | «Keep Your Eye on the Money»                           |                       | 4:40         |
| 5.                  | «Home Sweet Home»                                      | #, Нил, Томми Ли      | 3:59         |
| 6.                  | «Tonight (We Need a Lover)»                            | #, Нил                | 3:37         |
| 7.                  | «Use It or Lose It»                                    | #, Марс, Нил, Ли      | 2:39         |
| 8.                  | «Save Our Souls»                                       | #, Нил                | 4:13         |
| 9.                  | «Raise Your Hands to Rock»                             |                       | 2:48         |
| 10.                 | «Fight for Your Rights»                                | #, Марс               | 3:50         |
| Общая длительность: | Общая длительность:                                    | Общая длительность:   | 35:16        |

| №                   | Название                                                  | Музыка              | Длительность |
| ------------------- | --------------------------------------------------------- | ------------------- | ------------ |
| 11.                 | «Home Sweet Home» (Demo Version)                          | #, Нил, Ли          | 4:24         |
| 12.                 | «Smokin’ in the Boys Room» (Альтернативное гитарное соло) | Кода, Лац           | 3:34         |
| 13.                 | «City Boy Blues» (демо-версия)                            |                     | 4:28         |
| 14.                 | «Home Sweet Home» (Инструментальный черновой вариант)     | #, Нил, Ли          | 2:58         |
| 15.                 | «Keep Your Eye on the Money» (демо-версия)                |                     | 3:49         |
| Общая длительность: | Общая длительность:                                       | Общая длительность: | 54:29        |

| №                   | Название                                   | Музыка              | Длительность |
| ------------------- | ------------------------------------------ | ------------------- | ------------ |
| 16.                 | «Tommy's Drum Piece from Cherokee Studios» | Ли                  | 3:16         |
| 17.                 | «Home Sweet Home» (Видеоклип)              | #, Нил, Ли          | 15:51        |
| Общая длительность: | Общая длительность:                        | Общая длительность: | 73:36        |

## Участники записи
Примечания взяты из оригинального LP.
Mötley Crüe
- Винс Нил — ведущий и бэк-вокал, губная гармоника в «Smokin’ in the Boys Room»
- Мик Марс — электрогитара, акустическая гитара в «Raise Your Hands to Rock», слайд-гитара в «Smokin’ in the Boys Room», бэк-вокал
- Никки Сикс — бас-гитара, бэк-вокал
- Томми Ли — ударные, бэк-вокал

Приглашённые музыканты
- Джей Виндинг — клавишные
- Макс Карл, Джон Бэтдорф — бэк-вокал
- Том Верман — перкуссия

## Позиции в чартах
| Страна         | Чарт (1985)                 | Позиция |
| -------------- | --------------------------- | ------- |
| Австралия      | Kent Music Report           | 39      |
| Канада         | Канада (RPM Top Albums/CDs) | 9       |
| Финляндия      | The Official Finnish Charts | 5       |
| Германия       | Offizielle Top 100          | 44      |
| Швеция         | Sverigetopplistan           | 7       |
| Швейцария      | Schweizer Hitparade         | 25      |
| Великобритания | The Official Charts Company | 36      |
| США            | Billboard 200               | 6       |

## Сертификации
| Регион                                                      | Сертификация  | Продажи    |
| ----------------------------------------------------------- | ------------- | ---------- |
| Канада (Music Canada)                                       | 3× Платиновый | 300 000^   |
| США (RIAA)                                                  | 4× Платиновый | 4 000 000^ |
| ^ Данные о тиражах приведены только на основе сертификации. |               |            |